# Ромейн, Пит
Пит Ромейн (нидерл. Piet Romeijn; род. 10 сентября 1939, Схидам) — нидерландский футболист, защитник. Известен по выступлениям за «Фейеноорд», в составе которого выиграл Кубок чемпионов 1969/70.
Провёл четыре игры за национальную сборную. 
После завершения карьеры открыл в родном городе спортивный магазин.

## Статистика

### Матчи Ромейна за сборную Нидерландов
| Матчи Ромейна за сборную Нидерландов | Матчи Ромейна за сборную Нидерландов | Матчи Ромейна за сборную Нидерландов | Матчи Ромейна за сборную Нидерландов | Матчи Ромейна за сборную Нидерландов | Матчи Ромейна за сборную Нидерландов |
| ------------------------------------ | ------------------------------------ | ------------------------------------ | ------------------------------------ | ------------------------------------ | ------------------------------------ |
| №                                    | Дата                                 | Соперник                             | Счёт                                 | Голы Ромейна                         | Соревнование                         |
| 1                                    | 29 ноября 1967                       | СССР                                 | 3:1                                  | 1                                    | Товарищеский матч                    |
| 2                                    | 7 апреля 1968                        | Бельгия                              | 1:2                                  | —                                    | Товарищеский матч                    |
| 3                                    | 30 мая 1968                          | Шотландия                            | 0:0                                  | —                                    | Товарищеский матч                    |
| 4                                    | 5 июня 1968                          | Румыния                              | 0:0                                  | —                                    | Товарищеский матч                    |

Итого: 4 матча / 1 гол; 1 победа, 2 ничьи, 1 поражение.